# Franciszek Kowol
Franciszek Kowol (ur. 3 marca 1879 w Wirku (ob. Ruda Śląska), zm. 11 sierpnia 1908 w Katowicach) – pisarz i poeta śląski.
Był działaczem kulturalno oświatowym. Wraz z Augustynem Świdrem i Feliksem Maniura założył w 1901 w Lipinach „Sokoła” i był jego pierwszym prezesem. W latach 1902–1907 pod pseudonimem Kazimierz Wirecki pisywał korespondencje i wiersze do "Głosu Górnośląskiego" i "Górnoślązaka". 

## Ważniejsze utwory
- "Hutnicy" - utwór sceniczny (1906)
- "Agitacja wielkopolska, czyli odrodzenie Górnego Śląska" (1907)
- "Zabór pruski w Częstochowie"
- "Weseli policjanci"